# Belgiens Grand Prix 2012
Belgiens Grand Prix 2012, officiellt 2012 Formula 1 Shell Belgian Grand Prix, var en Formel 1-tävling som hölls den 2 augusti 2012 på Circuit de Spa-Francorchamps i Spa, Belgien. Det var den tolfte tävlingen av Formel 1-säsongen 2012 och kördes över 44 varv. Vinnare av loppet blev Jenson Button för McLaren, tvåa blev Sebastian Vettel för Red Bull och trea blev Kimi Räikkönen för Lotus.

## Kvalet
| KR. | Nr | Förare             | Konstruktör          | Q1       | Q2       | Q3       | Grid |
| --- | -- | ------------------ | -------------------- | -------- | -------- | -------- | ---- |
| 1   | 3  | Jenson Button      | McLaren-Mercedes     | 1.49,250 | 1.47,654 | 1.47,573 | 1    |
| 2   | 14 | Kamui Kobayashi    | Sauber-Ferrari       | 1.49,686 | 1.48,569 | 1.47,871 | 2    |
| 3   | 18 | Pastor Maldonado   | Williams-Renault     | 1.48,993 | 1.48,780 | 1.47,893 | 61   |
| 4   | 9  | Kimi Räikkönen     | Lotus-Renault        | 1.49,546 | 1.48,414 | 1.48,205 | 3    |
| 5   | 15 | Sergio Pérez       | Sauber-Ferrari       | 1.49,642 | 1.47,980 | 1.48,219 | 4    |
| 6   | 5  | Fernando Alonso    | Ferrari              | 1.49,401 | 1.48,598 | 1.48,313 | 5    |
| 7   | 2  | Mark Webber        | Red Bull-Renault     | 1.49,859 | 1.48,546 | 1.48,392 | 122  |
| 8   | 4  | Lewis Hamilton     | McLaren-Mercedes     | 1.49,605 | 1.48,563 | 1.48,394 | 7    |
| 9   | 10 | Romain Grosjean    | Lotus-Renault        | 1.50,126 | 1.48,714 | 1.48,538 | 8    |
| 10  | 11 | Paul di Resta      | Force India-Mercedes | 1.50,033 | 1.48,729 | 1.48,890 | 9    |
| 11  | 1  | Sebastian Vettel   | Red Bull-Renault     | 1.49,722 | 1.48,792 |          | 10   |
| 12  | 12 | Nico Hülkenberg    | Force India-Mercedes | 1.49,362 | 1.48,855 |          | 11   |
| 13  | 7  | Michael Schumacher | Mercedes             | 1.49,742 | 1.49,081 |          | 13   |
| 14  | 6  | Felipe Massa       | Ferrari              | 1.49,588 | 1.49,147 |          | 14   |
| 15  | 17 | Jean-Éric Vergne   | Toro Rosso-Ferrari   | 1.49,763 | 1.49,354 |          | 15   |
| 16  | 16 | Daniel Ricciardo   | Toro Rosso-Ferrari   | 1.49,572 | 1.49,543 |          | 16   |
| 17  | 19 | Bruno Senna        | Williams-Renault     | 1.49,958 | 1.50,088 |          | 17   |
| 18  | 8  | Nico Rosberg       | Mercedes             | 1.50,181 |          |          | 232  |
| 19  | 20 | Heikki Kovalainen  | Caterham-Renault     | 1.51,739 |          |          | 18   |
| 20  | 21 | Vitalij Petrov     | Caterham-Renault     | 1.51,967 |          |          | 19   |
| 21  | 24 | Timo Glock         | Marussia-Cosworth    | 1.52,336 |          |          | 20   |
| 22  | 22 | Pedro de la Rosa   | HRT-Cosworth         | 1.53,030 |          |          | 21   |
| 23  | 25 | Charles Pic        | Marussia-Cosworth    | 1.53,493 |          |          | 22   |
| 24  | 23 | Narain Karthikeyan | HRT-Cosworth         | 1.54,989 |          |          | 24   |

| Vidare från första kvalrundan ▬▬ Vidare från andra kvalrundan ▬▬ |

Noteringar:
- ^1  — Pastor Maldonado fick tre platsers nedflyttning för att ha hindrat Nico Hülkenberg i kvalet.[1]
- ^2  — Mark Webber fick fem platsers nedflyttning för ett otillåtet växellådsbyte.[2]
- ^3  — Nico Rosberg fick fem platsers nedflyttning för ett otillåtet växellådsbyte.[2]

## Loppet
| Pos. | Nr | Förare             | Konstruktör          | Varv | Tid         | Grid | P  |
| ---- | -- | ------------------ | -------------------- | ---- | ----------- | ---- | -- |
| 1    | 3  | Jenson Button      | McLaren-Mercedes     | 44   | 1:29.08,530 | 1    | 25 |
| 2    | 1  | Sebastian Vettel   | Red Bull-Renault     | 44   | +13,624     | 10   | 18 |
| 3    | 9  | Kimi Räikkönen     | Lotus-Renault        | 44   | +25,334     | 3    | 15 |
| 4    | 12 | Nico Hülkenberg    | Force India-Mercedes | 44   | +27,843     | 11   | 12 |
| 5    | 6  | Felipe Massa       | Ferrari              | 44   | +29,845     | 14   | 10 |
| 6    | 2  | Mark Webber        | Red Bull-Renault     | 44   | +31,244     | 12   | 8  |
| 7    | 7  | Michael Schumacher | Mercedes             | 44   | +53,374     | 13   | 6  |
| 8    | 17 | Jean-Éric Vergne   | Toro Rosso-Ferrari   | 44   | +58,865     | 15   | 4  |
| 9    | 16 | Daniel Ricciardo   | Toro Rosso-Ferrari   | 44   | +1.02,982   | 16   | 2  |
| 10   | 11 | Paul di Resta      | Force India-Mercedes | 44   | +1.03,783   | 9    | 1  |
| 11   | 8  | Nico Rosberg       | Mercedes             | 44   | +1.05,111   | 23   |    |
| 12   | 19 | Bruno Senna        | Williams-Renault     | 44   | +1.11,529   | 17   |    |
| 13   | 14 | Kamui Kobayashi    | Sauber-Ferrari       | 44   | +1.56,119   | 2    |    |
| 14   | 21 | Vitalij Petrov     | Caterham-Renault     | 43   | +1 varv     | 19   |    |
| 15   | 24 | Timo Glock         | Marussia-Cosworth    | 43   | +1 varv     | 20   |    |
| 16   | 25 | Charles Pic        | Marussia-Cosworth    | 43   | +1 varv     | 22   |    |
| 17   | 20 | Heikki Kovalainen  | Caterham-Renault     | 43   | +1 varv     | 18   |    |
| 18   | 22 | Pedro de la Rosa   | HRT-Cosworth         | 43   | +1 varv     | 21   |    |
| Ret  | 23 | Narain Karthikeyan | HRT-Cosworth         | 30   | Olycka      | 24   |    |
| Ret  | 18 | Pastor Maldonado   | Williams-Renault     | 5    | Kollision   | 6    |    |
| Ret  | 15 | Sergio Pérez       | Sauber-Ferrari       | 0    | Kollision   | 4    |    |
| Ret  | 5  | Fernando Alonso    | Ferrari              | 0    | Kollision   | 5    |    |
| Ret  | 4  | Lewis Hamilton     | McLaren-Mercedes     | 0    | Kollision   | 7    |    |
| Ret  | 10 | Romain Grosjean    | Lotus-Renault        | 0    | Kollision   | 8    |    |

| Förare och stall som tog poäng ▬▬ |

## Ställning efter loppet
|     | Pos. | Förare           | Poäng |
| --- | ---- | ---------------- | ----- |
| ▬   | 1    | Fernando Alonso  | 164   |
| ▲ 1 | 2    | Sebastian Vettel | 140   |
| ▼ 1 | 3    | Mark Webber      | 132   |
| ▲ 1 | 4    | Kimi Räikkönen   | 131   |
| ▼ 1 | 5    | Lewis Hamilton   | 117   |

|   | Pos. | Konstruktör      | Poäng |
| - | ---- | ---------------- | ----- |
| ▬ | 1    | Red Bull-Renault | 272   |
| ▬ | 2    | McLaren-Mercedes | 218   |
| ▬ | 3    | Lotus-Renault    | 207   |
| ▬ | 4    | Ferrari          | 199   |
| ▬ | 5    | Mercedes         | 112   |

- Notering: Endast de fem bästa placeringarna i vardera mästerskap finns med på listorna.